# Excentricus
Excentricus is een geslacht van wantsen uit de familie van de Miridae (blindwantsen). Het geslacht werd voor het eerst wetenschappelijk beschreven door Odo Reuter in 1878.

## Soorten
Het genus bevat de volgende soort:

- Excentricus planicornis (Herrich-Schäffer, 1836)